# Songnisan nationalpark
Songnisan nationalpark ligger i centrala Sydkorea i provinserna Norra Chungcheong och Norra Gyeongsang.
Nationalparken som inrättades 1970 täcker en yta av 274,5 km². Landskapet är en bergstrakt med den markanta bergstoppen Cheonwangbong som ligger 1058 meter över havet. Typiska djur i skyddsområdet är mårddjur, uttrar, flygekorrar och mandarinand.
I nationalparkens södra del finns en tall som antas vara 600 år gammal. Trädet är ungefär 15 meter högt och några grenar är 10,3 meter långa. Enligt en legend besökte en kung av Joseondynastin området 1464. När processionen nådde trädet befarade kungen att grenarna skulle vara ett hinder för hans bärstol men grenarna lyftes utan mänsklig inverkan och vägen var fri. Trädet blev även en naturlig paraply under en regnskur. Kungen utnämnde trädet därför till minister.